# ジェームズ・マーシュ
ジェームズ・マーシュ（James Marsh, 1963年4月30日 - ）は、イギリスの映画監督、脚本家。

## 略歴
イングランド、コーンウォールのトゥルーロ出身。
2008年、ドキュメンタリー映画『マン・オン・ワイヤー』でアカデミー長編ドキュメンタリー映画賞を受賞。

## 主な作品
- Wisconsin Death Trip (1999)
- キング 罪の王 The King (2005)
- マン・オン・ワイヤー Man on Wire (2008)
- Red Riding: 1980 (2009)
- プロジェクト・ニム Project Nim (2011)
- シャドー・ダンサー Shadow Dancer (2012)
- 博士と彼女のセオリー The Theory of Everything (2014)
- ナイト・オブ・キリング 失われた記憶 The Night Of (2016)
- 喜望峰の風に乗せて The Mercy (2017)
- キング・オブ・シーヴズ King of Thieves (2018)
- まずは踊れ Dance First (2023)